# Microglie

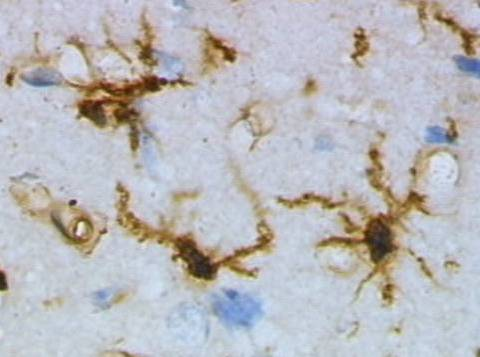
Microglii – formă ramificată din cortexul unui șobolan înainte de leziuni cerebrale traumatice

Microglia este un ansamblu de celule microgliale, care compun 5% din celulele sistemului nervos central. Este situată predominant în substanța cenușie, ca satelit al neuronilor și al vaselor sanguine. În substanța albă este situată ca satelit prefibrilar.
Corpul microgliei este mic, dens și alungit apărând polimorf. Nucleul prezintă o cromatină foarte condensată, apărând alungit în axul mare al celulei. Prelungirile microgliei sunt scurte, dar cu aspect sinuos.
Are capacitatea de mobilizare (de a se deplasa) și de a fagocita celule nervoase degenerate (neuronofage), fibre nervoase dezafectate.